# 中野秀一郎
中野 秀一郎（なかの ひでいちろう、1936年12月8日-2016年1月6日）は、日本の社会学者。関西学院大学名誉教授。専攻：理論社会学、政治社会学、医療社会学、知識社会学。日本保健医療社会学会名誉会員。

## 人物・来歴
大阪市出身。1962年京都大学文学部社会学専攻卒。67年同大学院文学研究科満期退学。78年「プロフェッションの研究」で文学博士。長崎大学教養部助教授、関西学院大学社会学部助教授、教授、95年名誉教授、奈良女子大学文学部教授、2000年定年退官、京都文教大学人間学部教授。2007年退職。この間、在マレーシア日本国大使館外務省調査員、スタンフォード大学フーヴァー研究所客員研究員、カナダ・ラヴァール大学客員教授など。

## 著書
- 『体系機能主義社会学』川島書店 1970
- 『現代日本の医師 その職業意識と生活観』日本経済新聞社 日経新書 1976
- 『プロフェッションの社会学 医師,大学教師を中心として』木鐸社 1981
- 『アメリカ保守主義の復権 フーバー研究所をめぐる知識人』有斐閣選書 1982
- 『社会学とは何か 社会学原論講義ノート』近代文芸社 1994
- 『エスニシティと現代国家 連邦国家カナダの実験』有斐閣 1999
- 『タルコット・パーソンズ 最後の近代主義者』東信堂 シリーズ世界の社会学・日本の社会学 1999
- 『社会学の発想』有斐閣 2006
- 『明日に希望のもてる医療はあるか 新・医療社会学入門』関西学院大学出版会 2009

### 共編著
- 『社会システムの考え方 人間社会の知的設計』新睦人共著 有斐閣選書 1981
- 『社会学のあゆみ パート2 (新しい社会学の展開)』新睦人共編 有斐閣新書 1984
- 『ソシオロジー事始め』編 有斐閣ブックス 1990
- 『エスニシティの社会学 日本社会の民族的構成』今津孝次郎共編 世界思想社 1993

### 翻訳
- H.D.ダンカン『シンボルと社会』柏岡富英共訳 木鐸社 1974
- W.バックレイ『一般社会システム論』新睦人共訳 誠信書房 1980
- ラッド, リプセット『ひび割れた大学 大学知識人と政治的志向』柏岡富英、木下博道共訳 東京創元社 現代社会科学叢書 1980

## 論文
- Cinii

## 注
1. ↑  『現代日本人名録』
2. ↑  訃報　中野秀一郎さん　７９歳＝関西学院大名誉教授、社会学専攻／兵庫毎日新聞 2016年1月10日閲覧
3. ↑  J-GLOBAL